# Taça da Liga 2024-2025
La Taça da Liga 2024-2025, conosciuta anche come Allianz Cup 2024-2025 per ragioni di sponsorizzazione, è stata la 18ª edizione della Coppa di lega portoghese. È iniziata il 29 ottobre 2024 e terminata l'11 gennaio 2025.
Il Benfica ha vinto il trofeo per l’ottava volta nella sua storia.

## Formula
Questa stagione riprende il format dell'annata 2020-2021 e prevede la partecipazione di sole otto squadre – tutte provenienti dalla Primeira Liga – rispetto alle 34 delle edizioni precedenti. Le 8 squadre entrano direttamente ai quarti di finale, le vincitrici si affronteranno poi in un unico stadio adibito alla final four.

## Calendario
| Turno            | Data               | Participanti |
| Quarti di finale | 29-31 ottobre 2024 | 8            |
| Semifinali       | 7 e 8 gennaio 2025 | 4            |
| Finale           | 11 gennaio 2025    | 2            |

## Quarti di finale
Partecipano ai quarti di finale le migliori sei squadre della Primeira Liga 2023-2024 e le prime due della Liga Portugal 2 2023-2024.
| 29 ottobre 2024  |       |                   |
| Sporting Lisbona | 3 – 1 | Nacional          |
| 30 ottobre 2024  |       |                   |
| Benfica          | 3 – 0 | Santa Clara       |
| 31 ottobre 2024  |       |                   |
| Porto            | 2 – 0 | Moreirense        |
| Braga            | 2 – 1 | Vitória Guimarães |

## Final four

### Semifinali
| 7 gennaio 2025   |       |       |
| Sporting Lisbona | 1 – 0 | Porto |
| 8 gennaio 2025   |       |       |
| Benfica          | 3 – 0 | Braga |

### Finale
| Arbitro: | Pinheiro (Braga) |

|                                                                            |                      |                                                                                    |
| V. Gyökeres 43’ (rig.)                                                     | Marcatori            | 29’ A. Schjelderup                                                                 |
| V. Gyökeres M. Hjulmand C. Harder M. Araújo Z. Debast G. Quenda F. Trincão | Tiri di rigore 6 – 7 | A. Di María Z. Amdouni N. Otamendi K. Aktürkoğlu R. Sanches L. Barreiro Florentino |